# 布圖爾利諾區

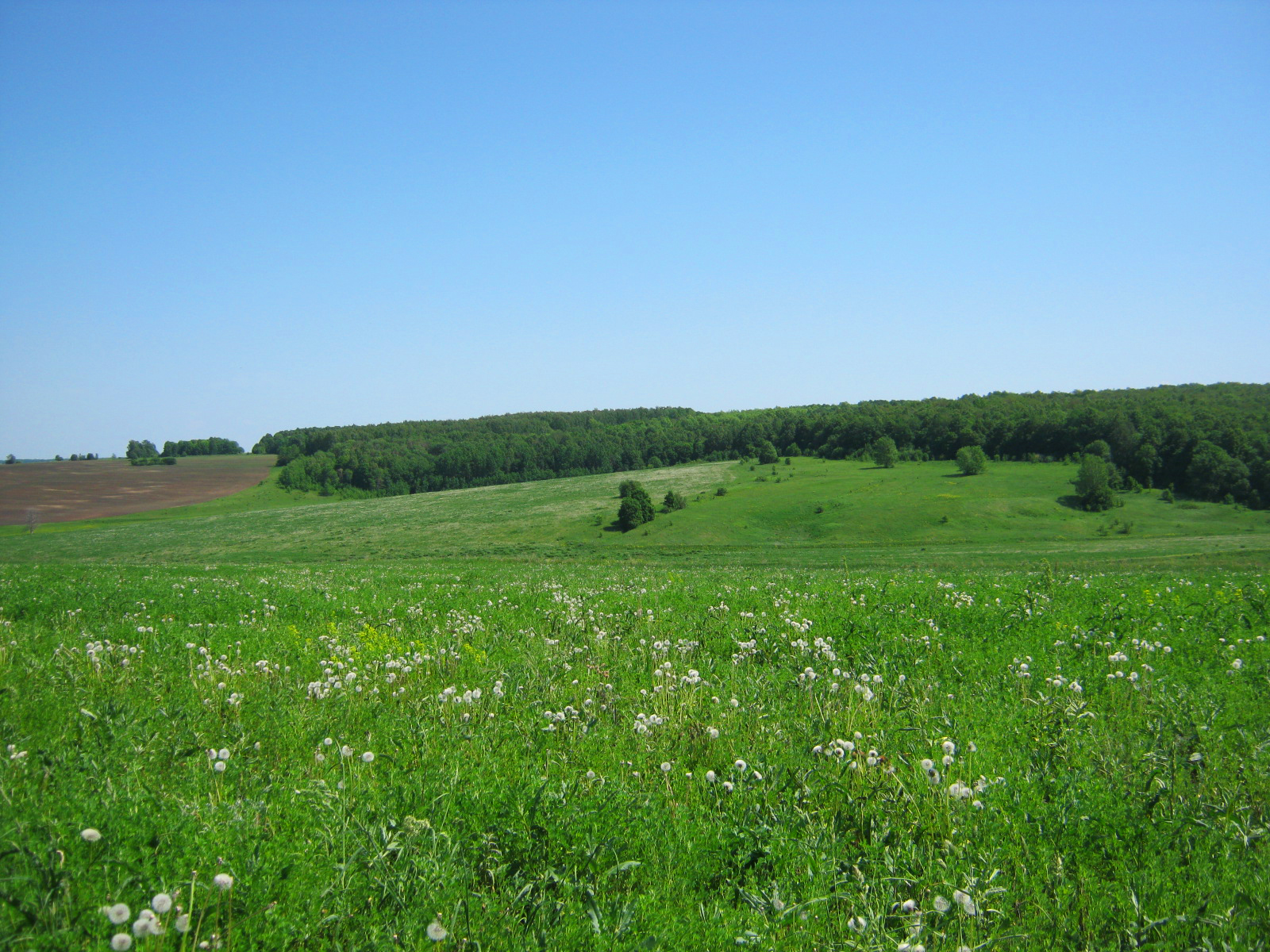

55°33′55″N 44°54′02″E / 55.56528°N 44.90056°E
布圖爾利諾區（俄语：Бутурлинский район），是俄羅斯的一個區，位於該國西部，由下諾夫哥羅德州負責管轄，始建於1929年，面積1,105.2平方公里，2010年人口14,471，人口密度每平方公里13.09人。